# Thelypteris jimenezii
Thelypteris jimenezii là một loài thực vật có mạch trong họ Thelypteridaceae. Loài này được (Maxon & C. Chr.) C.F. Reed miêu tả khoa học đầu tiên năm 1968.